# 나카무라 미사토
나카무라 미사토(일본어: 中村 美里,1989년 4월 28일~)는 일본의 유도 선수이다. 올림픽에 3회 참가하여 2008년과 2016년 하계 올림픽에서 여자 하프라이트급 동메달을 획득했으며, 세계 선수권 대회에서 여자 하프라이트급 3회 우승을 차지했다.